# San Miguel Totocuitlapilco
San Miguel Totocuitlapilco är en ort i kommunen Metepec i delstaten Mexiko i Mexiko. Samhället hade 9 150 invånare vid folkräkningen år 2020.